# 小行星6053
小行星6053（英語：6053）是一颗围绕太阳公转的小行星。1993年1月30日，罗伯特·H·麦克诺特在赛丁泉山发现了此天体。
这颗小行星的绝对星等为74.85846726793129等。